# Benschop

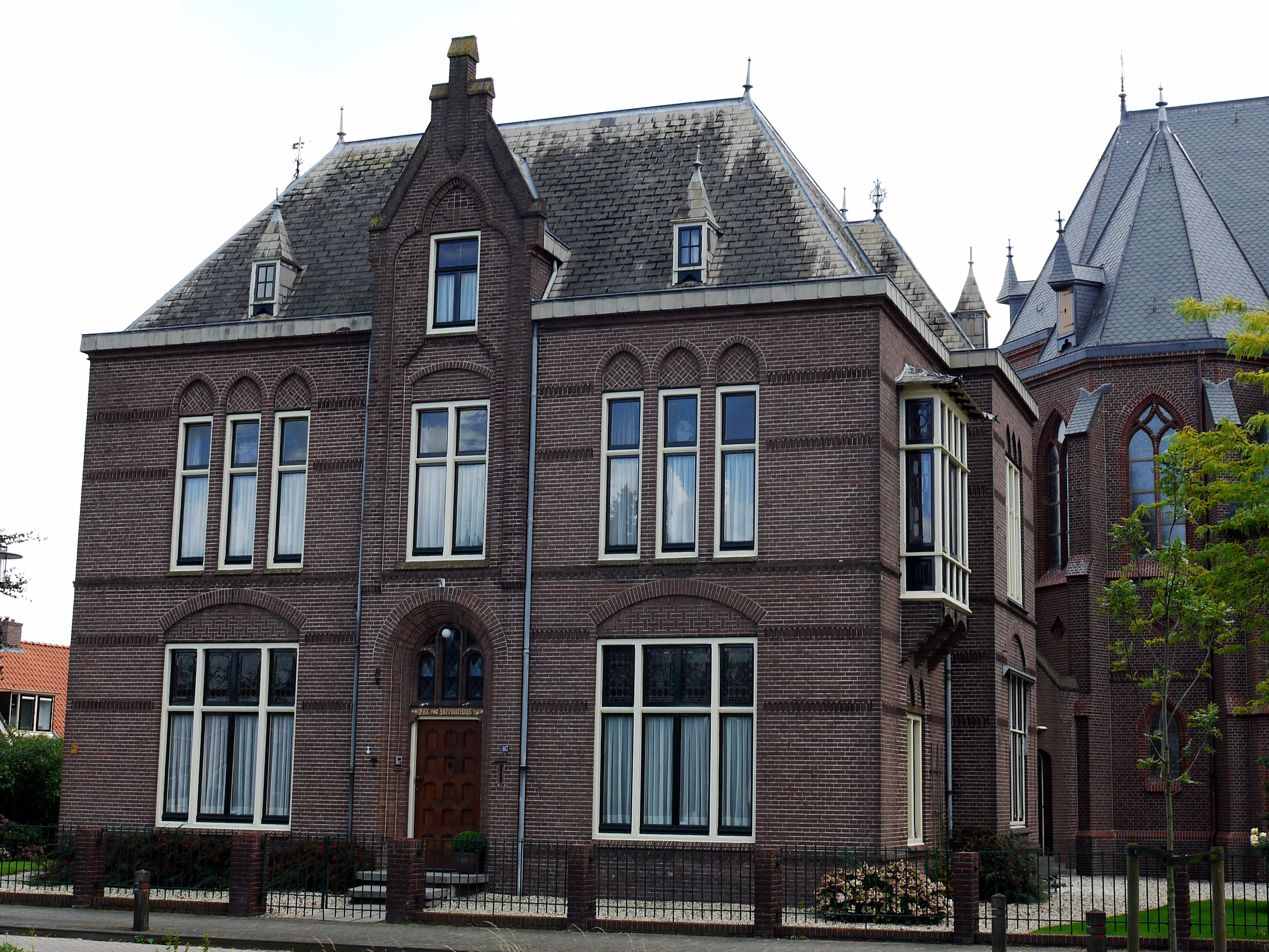
Benschop: la canonica della chiesa di San Vittorio

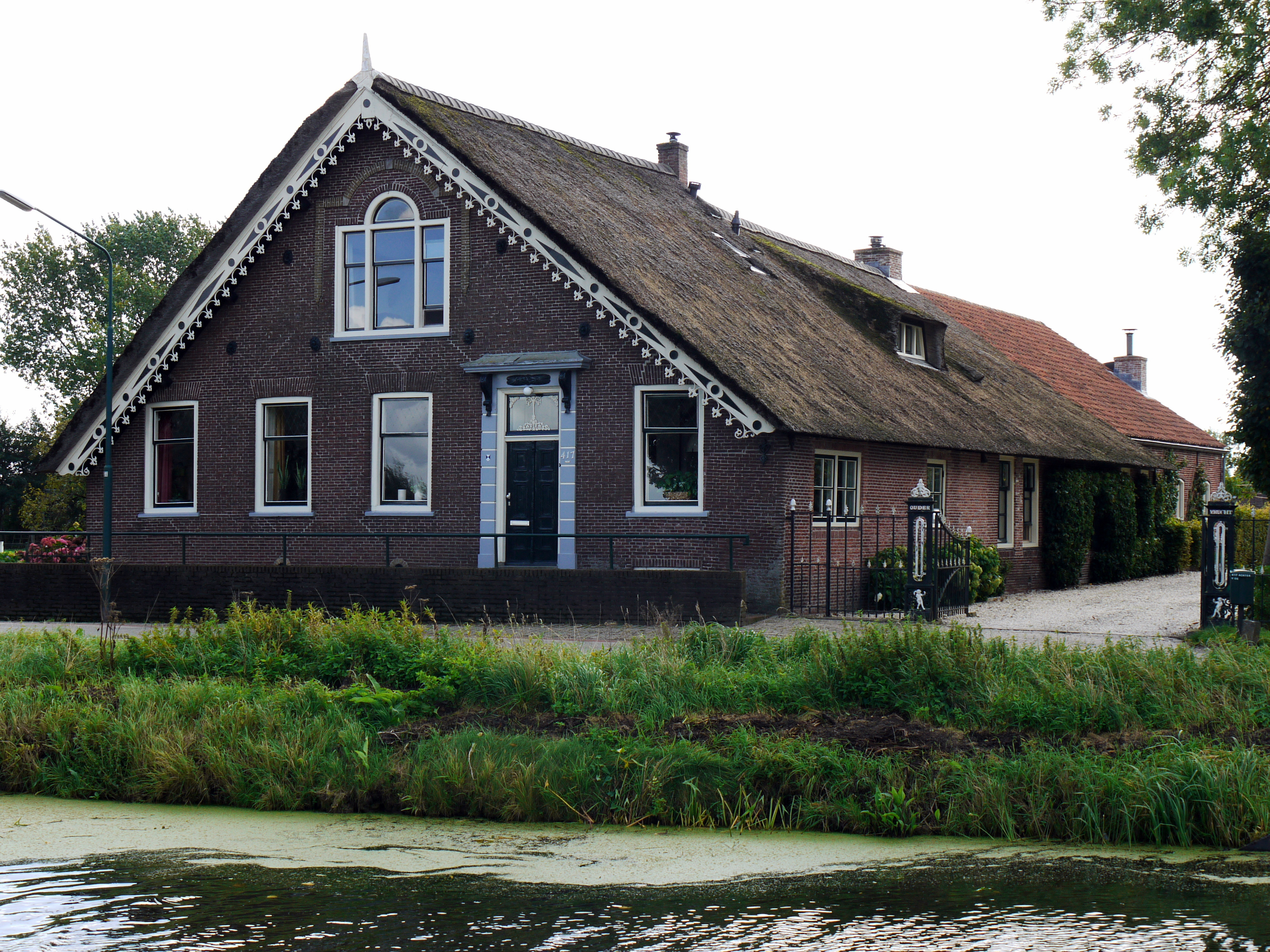
Fattoria a Benschop

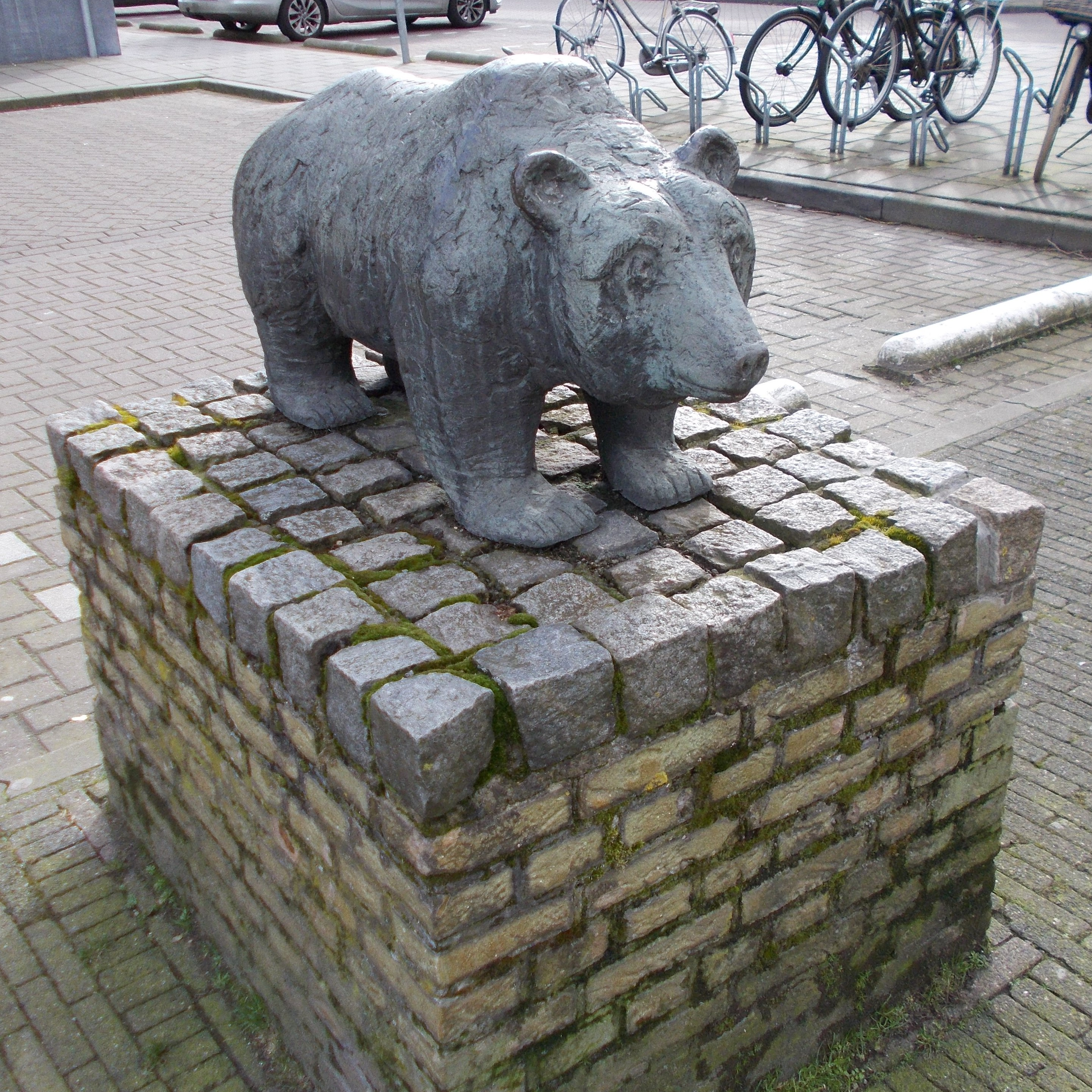
Benschop: scultura realizzata da Inez van Dijk

Benschop è un villaggio (dorp) di circa 3 600 abitanti del sud-ovest dei Paesi Bassi, facente parte della provincia di Utrecht e situato nella regione di  Lopikerwaard. Dal punto di vista amministrativo, si tratta di un ex-comune, dal 1989 accorpato alla municipalità di Lopik.

## Geografia fisica

### Territorio
Benschop si trova nella parte meridionale della provincia di Utrecht, a pochi chilometri a sud-ovest di Utrecht e a sud/sud-est di Woerden e a pochi chilometri a nord del corso del fiume Lek e del confine con la provincia dell'Olanda Meridianale. Altre località vicine sono Oudewater e Montfoort (situate a nord/nord-ovest di Benschop) e Lexmond (situata a sud di Benschop); il capoluogo del comune di Lopik si trova a sud di Benschop.
Il villaggio occupa una superficie di 23,58 km², di cui 0,36 km² sono costituiti da acqua.

## Origini del nome
Il toponimo Benschop, attestato in questa forma dal 1887 e anticamente come Benscoop, Benscop (1280), Benscoep (1289) e Benskoop (1883), è formato dal nome di persona Benne e dal termine cope, che significa "estrazione della torba".

## Storia

### Dalle origini ai giorni nostri
In origine, Benschop era un territorio alle dipendenze del vescovo di Utrecht, prima di diventare, nel 1285, territorio olandese.
In seguito, divenne una dipendenza della famiglia Van Aemstel di IJsselstein.  I signori Van Aemstel avevano in precedenza, segnatamente agli inizi del XII secolo, finanziato la costruzione di una chiesa in loco.
Nel 1604 venne realizzato a Benschop un mulino a vento, che sarebbe stato in seguito demolito nel 1923.

### Simboli
Lo stemma di Benschop è una fusione dello stemma della baronia di IJsselstein con lo stemma della famiglia Van Aemstel.

## Monumenti e luoghi d'interesse
Benschop vanta 44 edifici classificati come rijksmonument e 7 edifici classificati come gemeentelijk monument.

### Architetture religiose

#### Hervormde Kerk
Tra i principali edifici religiosi di Benschop, vi è la Hervormde Kerk ("chiesa protestante"): in origine dedicata a San Nicola, risale al XIV-XV secolo.
Al suo interno si trova un organo realizzato nel 1755 da J.H.H. Batz.

#### Chiesa di San Vittorio
Altro importante edificio religioso di Benschop è la chiesa di San Vittorio, un edificio in stile neogotico costruito tra il 1886 e il 1888 su progetto dell'architetto Alfred Tepe.

### Architetture civili

#### Huis Snellenburg
Altro edificio d'interesse è Huis Snellenburg, una residenza signorile realizzata tra il XVIII e il XIX secolo.

## Società

### Evoluzione demografica
Al censimento del 2020, Benschop contava una popolazione pari a 3 651 abitanti, in maggioranza (1836) di sesso maschile.
La popolazione al di sotto dei 16 anni era pari a 601 unità, mentre la popolazione dai 65 anni in su era pari a 650 unità.
La località ha conosciuto un lieve incremento demografico rispetto al 2019, quando contava 3 686 abitanti. Precedentemente, la località aveva conosciuto un progressivo incremento demografico a partire dal 2013, quando contava 3 399 abitanti.

## Geografia antropica

### Suddivisioni amministrative
Appartiene al territorio di Benschop una parte della buurtschap di Polsbroekerdam.